# شاپرک تنرا
شاپرک تنرا(نام علمی: Agdistis tenera) نام یک گونه از تیره پرپرواران است.